# Заксенринг
Заксенринг (нім. Sachsenring) — гоночна траса у Гоенштайн-Ернстталі, поблизу міста Хемніц (Німеччина, Саксонія).

## Історія
Заксенринг є одним із найстаріших авто/мотодромів в Німеччині. Перші перегони відбулися тут в 1927 році, щоправда вулицями Гоенштайн-Ернстталя. Це була типова тимчасова вулична траса довжиною 8,7 кілометрів.
З 1962 по 1971 роки на автодромі проходили мотоциклетні Гран-Прі Східної Німеччини. Та комуністична і залежна від СРСР влада країни ввела деякі обмеження, коли виявила, що східні німці, коли святкували перемоги західнонімецьких пілотів, співали їхній гімн (сучасний гімн ФРН).
В 1990 році вуличне кільце закрили через дуже швидкісні перегони (рекорд середньої швидкості було встановлено італійцем Джакомо Агостіні — 180км/год) вулицями містечка, які ставали щораз небезпечнішими.

### Сучасність
Після об'єднання Німеччини для прискорення інтеграції східної Німеччини, в першій половині 90-х років на західному куті автостради побудували нове гоночне кільце довжиною 2,9 кілометрів. 1995 року його було відкрито для використання.
З 1998 року на Заксенринг переїхав мотоциклетний Гран-Прі Німеччини із відомого Нюрбургрингу. Історія мотоперегонів знову повернулася до своїх витоків.
В 2000–2002 роках тут проходили етапи німецького кузовного чемпіонату — ДТМ, де в 2000-му свою останню перемогу одержав Клаус Людвіг. А ДТМ і до сьогодні проводить один із своїх етапів на Заксенрингу, як і MotoGP.
Крім того, на автодромі проходять велосипедні перегони.

## Цікаві факти
- Заксенринг є найкоротшим треком у чинному календарі змагань MotoGP[2].